# Charles-Émile Tissot
Charles-Émile Tissot (La Ferrière, 20 februari 1830 - Le Locle, 15 mei 1910) was een Zwitsers horlogemaker en Vrijzinnig-Democratische Partij politicus uit het kanton Neuchâtel. Samen met zijn vader Charles-Félicien Tissot was hij in 1853 mede-oprichter van het horlogemerk Tissot.

## Biografie
Charles-Émile Tissot werd in 1830 geboren als zoon van Charles-Félicien Tissot en Françoise Sophie Amélie Favre. Hij stapte net zoals zijn vader in de horlogemakerij en leerde het vak in Le Locle, in het kanton Neuchâtel. Vervolgens trok hij naar de Verenigde Staten, waar hij tot 1853 op stage was. Na zijn terugkeer richtte hij nog datzelfde jaar het horlogemerk Tissot op, samen met zijn vader.
Tissot was ook politiek actief. Zo nam hij deel aan de Revolutie van Neuchâtel van 1848. Later werd hij voorzitter van de lokale afdeling van de Vrijzinnig-Democratische Partij van Le Locle, waar hij van 1858 tot 1906 overigens in de gemeenteraad (wetgevende macht) zetelde. Van 1865 tot 1873 en van 1879 tot 1904 was hij bovendien lid van de Grote Raad van Neuchâtel, het kantonnale parlement.
Bij de federale parlementsverkiezingen van 1881 werd hij vervolgens verkozen in de Nationale Raad, waar hij zetelde tussen 5 december 1881 en 3 december 1899. Hij werd meermaals herverkozen, namelijk in 1884, in 1887, in 1890, in 1893 en in 1896. In de Nationale Raad legde hij zich toe op industriële kwesties, zoals de wetten op de controle op edelmetalen en de handelsverdragen.
Tissot was de afgevaardigde van de Bondsraad bij de Wereldtentoonstelling van 1889 in Parijs en de Wereldtentoonstelling van 1893 in Chicago.
- Gemeinsame Normdatei: 139842802
- Historisch woordenboek van Zwitserland: 004761
- Zwitserse Bondsvergadering: 3422
- Virtual International Authority File: 102683068
- WorldCat: E39PBJhRHgpCDVk8XpBkgHdbBP